# Chelydra acutirostris
Chelydra acutirostris es una especie de tortuga de la familia Chelydridae. Esta especie fue considerada con anterioridad como una subespecie de Chelydra serpentina.

## Distribución
Puede hallarse en Colombia en los departamentos de Antioquia, Atlántico Bolívar, Cauca, Chocó, Quindío Córdoba, Magdalena, Nariño, Sucre y Valle del Cauca. También se halla en Ecuador, Costa Rica, Honduras, Panamá y Nicaragua.

## Subespecies
Ninguna reconocida.